# Észak-Dakota kormányzóinak listája
Ez a lista az Amerikai Egyesült Államok Észak-Dakota államának kormányzóit sorolja föl. 1803-ban az Egyesült Államok megvásárolta a területet Bonaparte Napóleon Első Konzultól, és az új elnök, Thomas Jefferson egy expedíciót szervezett az új területek feltérképezésére (Lewis és Clark expedíciója). 1817-ben egy prémkereskedő megalapította az első állandó amerikai települést, a Fort Pierre-t (Pierre erőd). 1855-ben az Egyesült Államok hadserege megvásárolta az erődöt, de a következő évben magára hagyták azt (ahogyan délebbre a Randall erődöt is). A következő években gyorsan nőtt az európai települések száma, majd 1858-ban a sziúk az 1858-as egyezmény aláírásával átengedték a területet az Egyesült Államoknak.
Napjaink két legnagyobb települését, Sioux Falls-t és Yanktont telekspekulánsok alapították 1856-ban és 1859-ben. 1861-ben a kormány megalapította a Dakota területként ismert részt, ami a mai Észak- és Dél-Dakotát, valamint Montana és Wyoming állam egyes területeit fedte le. Miután a transzamerikai vasútvonal keleti szárnya elérte Yankton városát, megnőtt az európai telepesek beáramlása, ami tovább fokozódott amikor egy George A. Custer által vezetett katonai expedíció 1874-ben aranyat talált a Black Hills-ben. Ennek következményeként született meg a Fort Laramie-i egyezmény (1868), melyben a sziúk átadták a még birtokukban lévő területeket a telepeseknek. Miután a sziúk megtagadták a Black Hills-beli bányászat jogát, háború tört ki köztük és az Egyesült Államok hadserege között (ugyanis a hadsereg nem bírta meggátolni a bányászok beözönlését a területre). Végül a sziúk vereséget szenvedtek, és csak pár településük maradt meg Észak- és Dél-Dakotában.
A térség Észak- és Dél-Dakotára való kettészakadását az egyre növekvő népesség okozta (mint Montana és Washington állam esetében). Az ezt megerősítő tárgyalások 1889. február 22-én kezdődtek Grover Cleveland vezetése alatt, akitől később Benjamin Harrison vette át a feladatot, aki 1889. november 2-án beléptette a két államot az unióba. Ez alapján Észak-Dakota lett az Egyesült Államok 39. tagállama.
A kormányzói széket négy évre lehet elnyerni, s nincs hivatali időt korlátozó limit.
Jelenleg a 34. kormányzó, a Republikánus Párthoz tartozó Kelly Armstrong tölti be a tisztséget 2024. december 15. óta. A helyettes kormányzó a szintén republikánus Michelle Strinden.

## Párthovatartozás
| Párt         | Kormányzók (helyi pártokkal együtt) |
| ------------ | ----------------------------------- |
| Demokrata    | 11                                  |
| Republikánus | 27                                  |

## A Dakota terület kormányzói
Az itt felsorolt kormányzók mint a mai Dél-Dakota, mind a mai Észak-Dakota területén, mely ez időben az egységes Dakota terület néven létezett töltötték be a kormányzói hivatalt. 
| A Dakota terület kormányzóinak listája | A Dakota terület kormányzóinak listája | A Dakota terület kormányzóinak listája | A Dakota terület kormányzóinak listája | A Dakota terület kormányzóinak listája | A Dakota terület kormányzóinak listája                                                                                 |
| Demokrata Párt Republikánus Párt       | Demokrata Párt Republikánus Párt       | Demokrata Párt Republikánus Párt       | Demokrata Párt Republikánus Párt       | Demokrata Párt Republikánus Párt       | Demokrata Párt Republikánus Párt                                                                                       |
| #                                      | Kép                                    | Kormányzó                              | Hivatali idő                           | Párt                                   | Kinevezés és megjegyzések                                                                                              |
| -------------------------------------- | -------------------------------------- | -------------------------------------- | -------------------------------------- | -------------------------------------- | --- |
| –                                      |                                        | Wilmot Brookings                       | 1859. január – 1861. március 2.        |                                        | Tiszteletbeli kormányzó                                                                                                |
| 1                                      |                                        | William Jayne                          | 1861. május 27. – 1863. március 4.     |                                        | Kinevezte: Abraham Lincoln. Lemondott, mert megválasztották az Egyesült Államok Képviselőháza tagjává                  |
| 2                                      |                                        | Newton Edmunds                         | 1863. október 3. – 1866. szeptember 3. |                                        | Kinevezte: Abraham Lincoln.                                                                                            |
| 3                                      |                                        | Andrew J. Faulk                        | 1866. szeptember 3. – 1869. május 10.  |                                        | Kinevezte: Andrew Johnson.                                                                                             |
| 4                                      |                                        | John A. Burbank                        | 1869. május 10. – 1873. április        |                                        | Kinevezte: Ulysses S. Grant.                                                                                           |
| -                                      |                                        | Edwin S. McCook                        | 1873. április – 1873. szeptember 11.   | FÜGG                                   | John A. Burbank helyett, amíg távol tartózkodott. 1873. szeptember 11-én meggyilkolták.                                |
| (4)                                    |                                        | John A. Burbank                        | 1873. október – 1874. január 1.        |                                        | Lemondott egy vasúti korrupciós botrány miatt.                                                                         |
| 5                                      |                                        | John L. Pennington                     | 1874. január 1. – 1878. április 12.    |                                        | Kinevezte: Ulysses S. Grant                                                                                            |
| 6                                      |                                        | William A. Howard                      | 1878. április 12. – 1880. április 10.  |                                        | Kinevezte: Rutherford B. Hayes. Elhunyt a hivatali ideje alatt.                                                        |
| 7                                      |                                        | Nehemiah G. Ordway                     | 1880. június 1. – 1884. június 25.     |                                        | Kinevezte: Rutherford B. Hayes. Lemondott korrupciós vádak miatt.                                                      |
| 8                                      |                                        | Gilbert A. Pierce                      | 1884. június 25. – 1887. február 5.    |                                        | Kinevezte: Chester A. Arthur. Bár 1886. augusztusában lemondott, de a lemondása csak 1887. februárjában lépett életbe. |
| 9                                      |                                        | Louis K. Church                        | 1887. február 21. – 1889. március 9.   |                                        | Kinevezte: Grover Cleveland.                                                                                           |
| 10                                     |                                        | Arthur C. Mellette                     | 1889. március 9. – 1889. november 2.   |                                        | Választásokon nyerte el hivatalát, majd Dél-Dakota első kormányzója lett.                                              |

## Kormányzók listája
| Dél-Dakota kormányzóinak listája                                              | Dél-Dakota kormányzóinak listája                                              | Dél-Dakota kormányzóinak listája                                              | Dél-Dakota kormányzóinak listája                                              | Dél-Dakota kormányzóinak listája                                              | Dél-Dakota kormányzóinak listája                                              | Dél-Dakota kormányzóinak listája                                              | Dél-Dakota kormányzóinak listája                                              | Dél-Dakota kormányzóinak listája                                              |
| Pártatlan Liga Független Szavazók Szövetsége Demokrata Párt Republikánus Párt | Pártatlan Liga Független Szavazók Szövetsége Demokrata Párt Republikánus Párt | Pártatlan Liga Független Szavazók Szövetsége Demokrata Párt Republikánus Párt | Pártatlan Liga Független Szavazók Szövetsége Demokrata Párt Republikánus Párt | Pártatlan Liga Független Szavazók Szövetsége Demokrata Párt Republikánus Párt | Pártatlan Liga Független Szavazók Szövetsége Demokrata Párt Republikánus Párt | Pártatlan Liga Független Szavazók Szövetsége Demokrata Párt Republikánus Párt | Pártatlan Liga Független Szavazók Szövetsége Demokrata Párt Republikánus Párt | Pártatlan Liga Független Szavazók Szövetsége Demokrata Párt Republikánus Párt |
| #                                                                             | Kép                                                                           | Kormányzó                                                                     | Kormányzói szolgálat kezdete                                                  | Kormányzói szolgálat kezdete                                                  | Párt                                                                          | Egyéb választott (szövetségi) tisztségei                                      | Helyettes                                                                     | Helyettes                                                                     |
| ----------------------------------------------------------------------------- | ----------------------------------------------------------------------------- | ----------------------------------------------------------------------------- | ----------------------------------------------------------------------------- | ----------------------------------------------------------------------------- | ----------------------------------------------------------------------------- | ----------------------------------------------------------------------------- | ----------------------------------------------------------------------------- | ----------------------------------------------------------------------------- |
| 1                                                                             |                                                                               | John Miller (1843–1908)                                                       | 1889. november 20.                                                            | 1891. január 7.                                                               |                                                                               |                                                                               | Alfred Dickey                                                                 |                                                                               |
| 2                                                                             |                                                                               | Andrew H. Burke (1850–1918)                                                   | 1891. január 7.                                                               | 1893. január 3.                                                               |                                                                               |                                                                               | Roger Allin                                                                   |                                                                               |
| 3                                                                             |                                                                               | Eli C. D. Shortridge (1830–1908)                                              | 1893. január 3.                                                               | 1895. január 10.                                                              |                                                                               |                                                                               | Elmer D. Wallace                                                              |                                                                               |
| 4                                                                             |                                                                               | Roger Allin (1848–1936)                                                       | 1895. január 10.                                                              | 1897. január 6.                                                               |                                                                               |                                                                               | John H. Worst                                                                 |                                                                               |
| 5                                                                             |                                                                               | Frank A. Briggs (1858–1898)                                                   | 1897. január 6.                                                               | 1898. augusztus 15.                                                           |                                                                               |                                                                               | Joseph M. Devine                                                              |                                                                               |
| 6                                                                             |                                                                               | Joseph M. Devine (1861–1938)                                                  | 1898. augusztus 15.                                                           | 1899. január 3.                                                               |                                                                               |                                                                               | Nem volt betöltve                                                             | Nem volt betöltve                                                             |
| 7                                                                             |                                                                               | Frederick B. Fancher (1852–1944)                                              | 1899. január 3.                                                               | 1901. január 10.                                                              |                                                                               |                                                                               | Nem volt betöltve                                                             | Nem volt betöltve                                                             |
| 8                                                                             |                                                                               | Frank White (1856–1940)                                                       | 1901. január 10.                                                              | 1905. január 4.                                                               |                                                                               | Az USA pénzügyi államtitkára (1921–1928)                                      | David Bartlett                                                                |                                                                               |
| 9                                                                             |                                                                               | Elmore Y. Sarles (1859–1929)                                                  | 1905. január 4.                                                               | 1907. január 9.                                                               |                                                                               |                                                                               | David Bartlett                                                                |                                                                               |
| 10                                                                            |                                                                               | John Burke (1859–1937)                                                        | 1907. január 9.                                                               | 1913. január 8.                                                               |                                                                               | Az USA pénzügyi államtitkára (1913–1921)                                      | Robert S. Lewis (1907-1911)                                                   |                                                                               |
| 10                                                                            | Usher L. Burdick (1911-1913)                                                  | John Burke (1859–1937)                                                        | 1907. január 9.                                                               | 1913. január 8.                                                               |                                                                               | Az USA pénzügyi államtitkára (1913–1921)                                      |                                                                               |                                                                               |
| 11                                                                            |                                                                               | L. B. Hanna (1861–1948)                                                       | 1913. január 8.                                                               | 1917. január 3.                                                               |                                                                               | Az USA képviselőházának tagja (1909–1913)                                     | Anton T. Kraabel (1913-1915)                                                  |                                                                               |
| 11                                                                            | John H. Fraine (1915-1917)                                                    | L. B. Hanna (1861–1948)                                                       | 1913. január 8.                                                               | 1917. január 3.                                                               |                                                                               | Az USA képviselőházának tagja (1909–1913)                                     |                                                                               |                                                                               |
| 12                                                                            |                                                                               | Lynn Frazier (1874–1947)                                                      | 1917. január 3.                                                               | 1921. november 23.                                                            |                                                                               | Az USA szenátusának tagja (1917–1921)                                         | Anton T. Kraabel (1917-1919)                                                  |                                                                               |
| 12                                                                            | Howard R. Wood (1919-1923)                                                    | Lynn Frazier (1874–1947)                                                      | 1917. január 3.                                                               | 1921. november 23.                                                            |                                                                               | Az USA szenátusának tagja (1917–1921)                                         |                                                                               |                                                                               |
| 13                                                                            |                                                                               | Ragnvald A. Nestos (1877–1942)                                                | 1921. november 23.                                                            | 1925. január 7.                                                               |                                                                               |                                                                               |                                                                               |                                                                               |
| 13                                                                            | Frank H. Hyland (1923-1925)                                                   | Ragnvald A. Nestos (1877–1942)                                                | 1921. november 23.                                                            | 1925. január 7.                                                               |                                                                               |                                                                               |                                                                               |                                                                               |
| 14                                                                            |                                                                               | Arthur G. Sorlie (1874–1928)                                                  | 1925. január 7.                                                               | 1928. augusztus 28.                                                           |                                                                               |                                                                               | Walter Maddock                                                                |                                                                               |
| 15                                                                            |                                                                               | Walter Maddock (1880–1951)                                                    | 1928. augusztus 28.                                                           | 1929. január 9.                                                               |                                                                               |                                                                               | Nem volt betöltve                                                             | Nem volt betöltve                                                             |
| 16                                                                            |                                                                               | George F. Shafer (1888–1948)                                                  | 1929. január 9.                                                               | 1932. december 31.                                                            |                                                                               |                                                                               | John W. Carr                                                                  |                                                                               |
| 17                                                                            |                                                                               | William Langer (1886–1959)                                                    | 1932. december 31.                                                            | 1934. június 21.                                                              |                                                                               | Az USA szenátusának tagja (1941–1959)                                         | Ole H. Olson                                                                  |                                                                               |
| 18                                                                            |                                                                               | Ole H. Olson (1872–1954)                                                      | 1934. június 21.                                                              | 1935. január 7.                                                               |                                                                               |                                                                               | Nem volt betöltve                                                             | Nem volt betöltve                                                             |
| 19                                                                            |                                                                               | Thomas H. Moodie (1878–1948)                                                  | 1935. január 7.                                                               | 1935. február 2.                                                              |                                                                               |                                                                               | Walter Welford                                                                |                                                                               |
| 20                                                                            |                                                                               | Walter Welford (1868–1952)                                                    | 1935. február 2.                                                              | 1937. január 6.                                                               |                                                                               |                                                                               | Nem volt betöltve                                                             | Nem volt betöltve                                                             |
| 21                                                                            |                                                                               | William Langer (1886–1959)                                                    | 1937. január 6.                                                               | 1939. január 5.                                                               |                                                                               | Az USA szenátusának tagja (1941–1959)                                         | Thorstein H. H. Thoresen                                                      |                                                                               |
| 22                                                                            |                                                                               | John Moses (1885–1945)                                                        | 1939. január 5.                                                               | 1945. január 4.                                                               |                                                                               | Az USA szenátusának tagja (1945)                                              | Jack A. Patterson (1939-1941)                                                 |                                                                               |
| 22                                                                            | Oscar W. Hagen (1941-1943)                                                    | John Moses (1885–1945)                                                        | 1939. január 5.                                                               | 1945. január 4.                                                               |                                                                               | Az USA szenátusának tagja (1945)                                              |                                                                               |                                                                               |
| 22                                                                            | Henry Holt (1943-1944)                                                        | John Moses (1885–1945)                                                        | 1939. január 5.                                                               | 1945. január 4.                                                               |                                                                               | Az USA szenátusának tagja (1945)                                              |                                                                               |                                                                               |
| 23                                                                            |                                                                               | Fred G. Aandahl (1897–1966)                                                   | 1945. január 4.                                                               | 1951. január 3.                                                               |                                                                               | Az USA képviselőházának tagja (1951–1953)                                     | Clarence P. Dahl                                                              |                                                                               |
| 24                                                                            |                                                                               | Clarence Norman Brunsdale (1891–1978)                                         | 1951. január 3.                                                               | 1957. január 9.                                                               |                                                                               | Az USA szenátusának tagja (1959 – 1960)                                       | Ray Schnell (1951-1953)                                                       |                                                                               |
| 24                                                                            | Clarence P. Dahl (1953-1957)                                                  | Clarence Norman Brunsdale (1891–1978)                                         | 1951. január 3.                                                               | 1957. január 9.                                                               |                                                                               | Az USA szenátusának tagja (1959 – 1960)                                       |                                                                               |                                                                               |
| 25                                                                            |                                                                               | John E. Davis (1913–1990)                                                     | 1957. január 9.                                                               | 1961. január 4.                                                               |                                                                               |                                                                               | Francis Clyde Duffy (1957-1959)                                               |                                                                               |
| 25                                                                            | Clarence P. Dahl (1959-1961)                                                  | John E. Davis (1913–1990)                                                     | 1957. január 9.                                                               | 1961. január 4.                                                               |                                                                               |                                                                               |                                                                               |                                                                               |
| 26                                                                            |                                                                               | William L. Guy (1919–2013)                                                    | 1961. január 4.                                                               | 1973. január 3.                                                               |                                                                               |                                                                               | Orville W. Hagen (1961-1963)                                                  |                                                                               |
| 26                                                                            | Frank A. Wenstrom (1963-1965)                                                 | William L. Guy (1919–2013)                                                    | 1961. január 4.                                                               | 1973. január 3.                                                               |                                                                               |                                                                               |                                                                               |                                                                               |
| 26                                                                            | Charles Tighe (1965-1969)                                                     | William L. Guy (1919–2013)                                                    | 1961. január 4.                                                               | 1973. január 3.                                                               |                                                                               |                                                                               |                                                                               |                                                                               |
| 26                                                                            | Richard F. Larsen (1969-1973)                                                 | William L. Guy (1919–2013)                                                    | 1961. január 4.                                                               | 1973. január 3.                                                               |                                                                               |                                                                               |                                                                               |                                                                               |
| 27                                                                            |                                                                               | Arthur A. Link (1914–2010)                                                    | 1973. január 3.                                                               | 1981. január 6.                                                               |                                                                               | Az USA képviselőházának tagja (1971–1973                                      | Wayne G. Sanstead                                                             |                                                                               |
| 28                                                                            |                                                                               | Allen I. Olson (1938–)                                                        | 1981. január 6.                                                               | 1985. január 1.                                                               |                                                                               |                                                                               | Ernest Sands                                                                  |                                                                               |
| 29                                                                            |                                                                               | George A. Sinner (1928–)                                                      | 1985. január 1.                                                               | 1992. december 15.                                                            |                                                                               |                                                                               | Ruth Meiers (1985-1987)                                                       |                                                                               |
| 29                                                                            | Lloyd Omdahl (1987-1992)                                                      | George A. Sinner (1928–)                                                      | 1985. január 1.                                                               | 1992. december 15.                                                            |                                                                               |                                                                               |                                                                               |                                                                               |
| 30                                                                            |                                                                               | Ed Schafer (1946–)                                                            | 1992. december 15.                                                            | 2000. december 15.                                                            |                                                                               | Az USA mezőgazdasági minisztere (2008-2009)                                   | Rosemarie Myrdal                                                              |                                                                               |
| 31                                                                            |                                                                               | John Hoeven (1957–)                                                           | 2000. december 15.                                                            | 2010. december 7.                                                             |                                                                               | Az USA szenátusának tagja (2011–hivatalban)                                   | Jack Dalrymple                                                                |                                                                               |
| 32                                                                            |                                                                               | Jack Dalrymple (1948–)                                                        | 2010. december 7.                                                             | 2016. december 15.                                                            |                                                                               |                                                                               | Drew Wrigley                                                                  |                                                                               |
| 33                                                                            |                                                                               | Doug Burgum (1956–)                                                           | 2016. december 15.                                                            | 2024. december 15.                                                            |                                                                               |                                                                               | Brent Sanford                                                                 |                                                                               |
| 34                                                                            |                                                                               | Kelly Armstrong (1976–)                                                       | 2024. december 15.                                                            | hivatalban                                                                    |                                                                               |                                                                               | Michelle Strinden                                                             |                                                                               |